# Balta insignis
Balta insignis es una especie de cucaracha del género Balta, familia Ectobiidae.

## Distribución
Esta especie se encuentra en Etiopía, Kenia, Tanzania, República Democrática del Congo y Randa.